# Karl Friedrich Wilhelm von Nettelbladt
Karl Friedrich Wilhelm Freiherr von Nettelbladt, eigentlich Karl Friedrich von Nettelbladt, auch Carl Friedrich Wilhelm von Nettelbladt (* 4. Mai 1747 in Wetzlar; † 30. Juli 1818 in Rostock) war ein deutscher Jurist.

## Lebensweg
Karl Friedrich (Wilhelm) von Nettelbladt war der Sohn des 1746 in den Adelsstand, 1762 in den Reichsfreiherrenstand erhobenen Juristen und zu dieser Zeit am Reichskammergericht in Wetzlar wirkenden Christian von Nettelbladt (1696–1775). 
Nach dem Studium der Rechtswissenschaften an der Universität Göttingen fand er 1767 eine Anstellung als Auditor bei der Justizkanzlei in Rostock. Im Jahr 1767 wurde er zum Kanzleirat ernannt. Ab 1790 war er Vizedirektor und ab 1795 Direktor der Justizkanzlei. Die Universität Rostock verlieh ihm ehrenhalber den Grad eines Dr. iur.
Nettelbladt ist am 8. August 1766 in Marburg in die Freimaurerloge Zu den drey Löwen aufgenommen worden, später gehörte er der Loge Tempel zur Wahrheit in Rostock an.

## Familie
Er war zweimal verheiratet. Seine erste Frau war Friedrike Wilhelmine Prehn (1752–1779). Nach ihrem Tod heiratete er ihre Schwester Christiane Eberhardine Prehn (1756–1796). Sein Sohn aus erste Ehe war der Jurist und Freimaurer Christian Karl Friedrich Wilhelm von Nettelbladt (1779–1843),  sein Sohn aus zweiter Ehe war der Jurist Christian Erhard von Nettelbladt (1792–1863).

## Werke
- [zusammen mit Christian Nettelbladt:] Nexus Pomeraniae cum S. R. G. Imperio, oder Versuch einer Abhandlung von der Verbindlichkeit Pommerschen Landen, sonderlich Königlich-Schwedischen Antheils, mit dem Heilig-Römisch-Teutschen Reich. Garbe, Frankfurt am Main 1766 (Digitalisat).
- [zusammen mit Christian Nettelbladt:] Vorläufige kurzgefaßte Nachricht von einigen Klöstern der H. Schwedischen Birgitte auserhalb Schweden besonders in Teutschland. Frankfurt und Ulm 1764 (Digitalisat des Exemplars der Bayerischen Staatsbibliothek)